# Micșunești
Micșunești – wieś w Rumunii, w okręgu Neamț, w gminie Făurei. W 2011 roku liczyła 156 mieszkańców.